# Iskra Delta Triglav
Iskra Delta Triglav ili Iskra Delta Trident računalo je koje je razvila i proizvodila slovenska tvrtka Iskra Delta od 1985. do 1990. godine. Proizvodilo se u tri varijante (ovisno o središnjem procesoru).

## Značajke
- Mikroprocesor
  - J-11 15 MHz
  - Intel iAPX 80286 8 MHz
  - Motorola MC 68010 10 MHz
- RAM do 16 MB
- ROM do 128 KB
- Grafika 
  - 1024×1024 točkice u 16 boja
- Spremišta podataka
  - tvrdi disk od 40 ili 80 MB
  - disketa 5 1/4"
- Operacijski sustav
  - XENIX
  - UNIPLUS +
  - MS-DOS
  - DELTA/M

## Vanjske poveznice
- Iskra Delta Triglav (SloRaDe, Slovenska računalniška dediščina)